# Michael van Walt van Praag
Michel Christian (Michael C.) van Walt van Praag (1951) is een Nederlands hoogleraar internationaal publiekrecht, en oprichter en voormalig secretaris-generaal van de UNPO, de organisatie voor niet-vertegenwoordigde naties en volkeren. Hij is de juridisch adviseur van de veertiende dalai lama en de Tibetaanse regering in ballingschap sinds 1984.
Hij promoveerde in 1986 te Utrecht op Tibet: the legal question. Status, rights and prospects in international law / Tibet: de rechtsvraag. Status, rechten en verwachtingen naar internationaal recht. Op 24 april 2020 werd prof. mr. dr. M.C. van Walt van Praag benoemd tot Commandeur in de Orde van Oranje Nassau.

## Familie
Van Praag was een zoon van Hendrik Maurits van Walt van Praag (1912-1999), Nederlandse ambassadeur laatstelijk te Luxemburg (1972-1976), daarvoor in Nieuw-Zeeland (1967-1970) en die tevens illegaal verzetswerk deed tijdens de Tweede Wereldoorlog waarover Friedrich Weinreb schreef in zijn memoires maar die er ook voor zorgde dat Van Praag in 1942 aan de Sicherheitsdienst werd overgeleverd (maar die kon vervolgens uit de gevangenis ontsnappen), en Odette Joséphine Hortense Angèle van der Elst (-1986). Hij trouwde in 1983 met Lynn Mary Churchill.